# Vio River
Der Vio River (auch: Rivière Vigneau vom franz. Vigneau = Uferschnecke) ist ein Fluss im Osten von Dominica im Parish Saint David.

## Geographie
Der Vio River entspringt im Nordhang des Trou Cochon (Aux Delices), wo er aus demselben Grundwasserleiter entspringt wie der Sourischol River und die Quellbäche des Saint Sauveur River (Ravine Fille, River Bois Marigot). Er fließt zunächst nach Nordwesten, fließt in kurvenreichem Verlauf von Fortune aus weiter gerade nach Norden, wo er noch mehrere kleine Bäche aufnimmt und mündet zwischen Scotland und Belle Fille von rechts und Süden in den Belle Fille River.